# The Lettermen
I The Lettermen sono un gruppo musicale vocale statunitense attivo dal 1959 e originario di Las Vegas (Nevada). 

## Formazione

### Membri attuali
- Tony Butala – secondo tenore (dal 1959-ritirato 2019)
- Donovan Tea – baritono (dal 1984)
- Bobby Poynton – primo tenore (1990-1995, dal 2011)
- Rob Gulack – secondo tenore (dal 2019)

### Ex membri
- Jim Pike – primo tenore (1959–1969, 1970–1974, deceduto 2019)
- Bob Engemann – baritono (1959–1967, deceduto 2013)
- Gary Pike – baritono e primo tenore (1967–1981)
- Doug Curran – primo tenore (1969–1970, deceduto 2016)
- Donny Pike – primo tenore (1974–1981)
- Ralph "Chad" Nichols – baritono (1981–1983)
- Don Campeau – primo tenore (1981–1984)
- David "Red" Saber – baritono (1983–1984)
- Harrison "Harry" Clewley – primo tenore (1984)
- Mark Preston – primo tenore (1984–1988, 2006–2011)
- Ernie Pontiere – primo tenore (1988–1990)
- Paul Walters – baritono (1989–1990)
- Darren Dowler – primo tenore (1995–2005)

## Discografia parziale
Album
- 1962: A Song for Young Love
- 1962: Once Upon a Time
- 1962: Jim, Tony and Bob
- 1963: College Standards
- 1963: In Concert
- 1964: A Lettermen Kind of Love
- 1964: Look at Love
- 1964: She Cried
- 1965: You'll Never Walk Alone
- 1965: Portrait of My Love
- 1965: The Hit Sounds of The Lettermen
- 1966: More Hit Sounds of The Lettermen
- 1966: A New Song for Young Love
- 1966: For Christmas This Year (ripubbl. 1975, 1990)
- 1967: Warm
- 1967: Spring!
- 1967: The Lettermen!! ...And Live!
- 1968: Goin' Out of My Head
- 1968: Special Request
- 1968: Put Your Head on My Shoulder
- 1969: Hurt So Bad
- 1969: I Have Dreamed
- 1970: Traces/Memories
- 1970: Reflections
- 1971: Everything's Good About You
- 1971: Feelings
- 1971: Love Book
- 1972: Lettermen 1
- 1972: Live in Japan
- 1972: Spin Away
- 1972: A Time for Us
- 1973: Alive Again ...Naturally
- 1974: Now and Forever
- 1975: There Is No Greater Love
- 1975: Make a Time for Lovin'
- 1975: The Time Is Right
- 1975: Lettermen Live in Japan, 1975
- 1976: Kind of Country
- 1977: To a Friend
- 1979: Love Is...
- 1979: Lettermen Live with New Japan Philharmonic
- 1985: Evergreen
- 1986: Why I Love Her (ripubbl. 1993, 2006)
- 1987: It Feels Like Christmas (ripubbl. 1992,, 2013)
- 1991: Then & Now
- 1991: Close to You
- 1991: Live in Concert
- 1991: The Lettermen... Then & Now
- 1992: Best Hits
- 1992: Sing We Noel
- 1993: Love Is All
- 1993: At The Movies
- 1995: Christmas with The Lettermen
- 1995: Deck the Halls
- 2000: Greatest Movie Hits
- 2001: Today
- 2006: Live in the Philippines
- 2006: Why I Love Her
- 2008: The Lettermen: Best of Broadway
- 2008: The Lettermen: Favorites
- 2010: The Lettermen: New Directions 2010
- 2014: The Lettermen: It Feels Like Christmas – Special Edition
- 2014: The Lettermen: It Feels Like Christmas – Deluxe Edition
- 2014: The Lettermen: Christmas Classic Collection
- 2015: The Lettermen: The Classic Christmas Album
- 2016: The Lettermen: Golden Classic Christmas

## Riconoscimenti
- 2001: Inseriti nella Vocal Group Hall of Fame
- 2011: Inseriti nella Fans' Entertainment Hall of Fame
- 2012: Inseriti nella Hit Parade Hall of Fame
- 2020: Inseriti nella Hollywood Walk of Fame